# 不二良
陳柏良（1976年2月22日—），筆名不二良（英語：NO2GOOD），台灣設計師與插畫家，曾任中學美術教師。

## 生平
1999年成立「猴戲」（HOSEE）設計工作室，提供平面、插畫、網路、多媒體、動畫設計的規劃與執行。曾擔任孫燕姿、五月天、周華健、伊能靜、許哲佩等歌手動畫MV導演，規劃設計五月天、飛輪海等偶像公仔及五月天2003到2008全系列明星商品等。出版過個人圖文著作《追殺五月天》。2007年與五月天阿信共同創立潮流品牌StayReal，現任該品牌設計師。2013年設計三立電視吉祥物「灰熊厲害」，2017年設計2017年臺北燈節主燈「小奇雞家族」。

## 學歷
- 國立臺灣師範大學設計研究所畢業
- 國立彰化師範大學美術學系
- 國立臺灣師大附中

## 作品

### 書籍
| 時間           | 書名           | 作者   | 出版公司       | ISBN                |
| -------------- | -------------- | ------ | -------------- | ------------------- |
| 2006年12月18日 | 《追殺五月天》 | 不二良 | 平裝本出版公司 | ISBN 9578036086     |
| 2007年12月1日  | 《追殺五月天》 | 不二良 | 接力出版社     | ISBN 978-7807328490 |

## 外部連結
- 不二良的新浪微博（中文）
- 不二良No2Good的Facebook專頁（中文）